# Bambini di Praga
Bambini di Praga (v italštině Pražské děti) byl český dětský pěvecký sbor, pod tímto názvem působící od roku 1973 do roku 2011. Kolektiv byl složen převážně z dívek, které byly vybírány ze Školy sborového zpěvu při Bambini di Praga. Sídlo měl sbor v Praze 6, náměstí Svobody 2/930.

## Historie sboru

### Hrabůvští zpěváčci
V roce 1939 založil Bohumil Kulínský starší v Hrabůvce (součást Moravské Ostravy) dětský pěvecký sbor, který na začátku 40. let začal používat název Hrabůvští zpěváčci. Ten vyhrál roku 1942 pěveckou soutěž, která byla vyhlášena Školským rozhlasem protektorátu Čechy a Morava.[zdroj?]

### Dětský pěvecký sbor Československého rozhlasu
Díky svému úspěchu se sborem Hrabůvští zpěváčci byl Bohumil Kulínský pozván do Prahy, kde roku 1945 založil Dětský pěvecký sbor Československého rozhlasu, známým i pod jménem Kulínčata. Během období v rozhlasu popularita sboru vzrůstala. Navštěvovalo jej mnoho později známých osobností, např. Zdena Salivarová-Škvorecká, Marta Vančurová, Jiří Korn, Jana Koubková, Věra Nováková, Zdeňka Lorencová, Petr Janda, Jaroslav Uhlíř i bývalý prezident Václav Klaus.

### Bambini di Praga

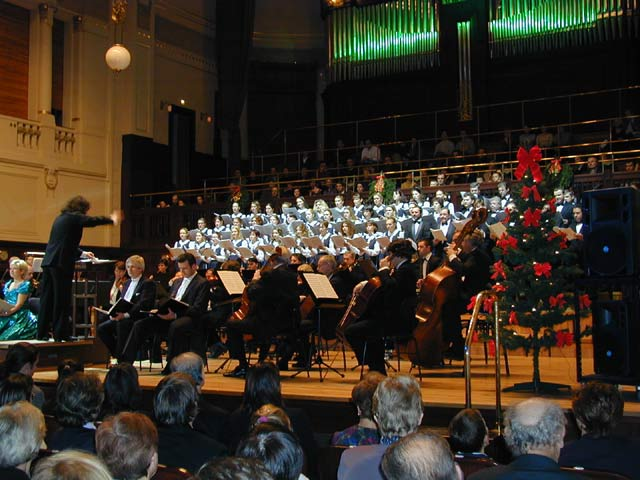
Bambini di Praga ve Smetanově síni Obecního domu

Roku 1973 byla spolupráce s Československým rozhlasem přerušena. Proto sbor pod vedením sbormistrů Blanky a Bohumila Kulínských začal zkoušet v základní škole v Praze-Karlíně na Lyčkově náměstí (zde bylo jejich sídlo až do záplav roku 2002). Dne 1. května 1973 se sbor přejmenoval na Bambini di Praga.
Syn zakladatelského páru Bohumil Kulínský ml. vytvořil kolem roku 1975 pobočný sbor, Bimbi di Praga, do nějž patřili ti nejmenší a nejtalentovanější zpěváci. Mezi ně se řadili např. Lenka Dusilová, Martina Čechová nebo Jana Boušková. Roku 1977 se Bohumil Kulínský ml. ve svých 18 letech stal také sbormistrem hlavního souboru Bambini di Praga. Jeho otec Bohumil Kulínský st. odešel na odpočinek a v roce 1988 zemřel.
V tomto období vedla Blanka Kulínská Chlapecký sbor Pražského mužského sboru FOK. Z později známých umělců do tohoto chlapeckého kolektivu chodili např. David Koller, Petr Malásek, Jan Čenský, Tomáš Trapl, Martin Kumžák nebo Radek Krejčí.
Ve své době patřil sbor Bambini di Praga ke špičkovým tělesům sborového umění. Do sboru byli vybíráni ti nejlepší absolventi Školy sborového zpěvu při Bambini di Praga. Kolektiv spolupracoval s předními českými orchestry, např. Pražskými symfoniky, Pražskou komorní filharmonií, Českou filharmonií. Členové sboru se nesměli v zájmu jednotné hlasové techniky školit u jiných hlasových pedagogů.
Sbor byl zván do mnoha zemí světa na turné. Celkem navštívil 22 zemí. V posledních letech bylo cílem jeho cest hlavně Polsko, Německo, USA, Jižní Korea, Tchaj-wan, Hongkong a Japonsko.

### Aféra sbormistra a ukončení činnosti
Roku 2004 byl sbormistr Bohumil Kulínský ml. obviněn a posléze i zatčen za trestné činy pohlavního zneužívání, ohrožování výchovy mládeže a útisku. Jeho oběťmi mělo být 49 sboristek během období let 1984–2004. Roku 2009 byl odsouzen k 5,5 letům vězení. K vedení sboru se z toho důvodu roku 2004 vrátila jeho matka Blanka Kulínská.
28. června 2011, týden po podmínečném propuštění Kulínského z výkonu trestu, sbor oznámil, že toho dne závěrečným koncertem v Městské knihovně v Praze v 18 hodin ukončuje svou činnost. Důvody nebyly na webu zveřejněny, podle televizních zpráv z téhož dne byl příčinou konce neúspěch náboru nových členů po Kulínského aféře.

## Organizace Bambini di Praga a Školy sborového zpěvu
Škola sborového zpěvu při Bambini di Praga byla soukromá škola, která vznikla šest měsíců po sametové revoluci v Československu. Zakladateli ŠSZ byli sbormistři Blanka Kulínská a její syn Bohumil Kulínský mladší. Děti v něm byly vzdělávány v předmětech sborový zpěv, hudební nauka, zobcová flétna, angličtina a pohybová výchova.
Děti byly přijímány vždy jednou ročně ve vypsaném termínu pro zkoušky, při nichž zazpívali jednu předem připravenou píseň. Přijímají se zpěváčci od 4 do 10 let; přijetí staršího dítěte bylo obtížnější a takový zpěvák musel disponovat výjimečným talentem.
Přijatí žáci byli rozřazeni do tříd. Takzvané P-sbory byly přípravkou pro předškolní děti. Dále následoval 1. až 6. ročník. Každý ročník měl v průměru 4 až 6 tříd, značených písmeny A až F. Žáci školy, kteří chtěli zpívat dále, i když již vychodili všech 6 tříd, pokračovali do B-sborů. Ty byly rovněž rozčleněny do rozličných skupin. Z B sboru se pokračovalo do A sboru. A2 byl Sbor Českého rozhlasu. V něm bylo zhruba 40 členů. Měli svůj stejnokroj a účastnili se nahrávání a figurovali jako doplněk hlavního sboru. A1 byl hlavní sbor Bambini di Praga, koncertní oddělení. Jeho členové měli rovněž svůj stejnokroj, účastnili se turné po světě, nahrávali CD a účinkovali na koncertech.
Cílem členů Školy sborového zpěvu při Bambini do Praga byl dostat se do koncertního oddělení A1. Jejich snaha byla hodnocena písemnou formou, toto hodnocení odpovídalo vysvědčení. Dvakrát ročně se konal koncert školy i hlavního sboru pro rodiče, většinou v Obecním domě ve Smetanově síni.
Po obvinění Bohumila Kulínského v roce 2004 se nové děti do prvních ročníků hlásit přestaly, někteří žáci ze ŠSZ odešli. V červnu roku 2007 byla činnost ŠSZ po sedmnácti letech ukončena. 

## Alba
Mezi nejznámější tvorbu Bambini di Praga patří soubor písní s názvem Letem světem s Bambini di Praga. Tento repertoár je takzvaným tajemstvím sboru a skládá se z lidových písní celého světa. Dále, díky spolupráci s Hradišťanem, vznikla CD Zpívání o lásce a Moravské koledy. V letech 1994–1999 vznikala tzv. pentalogie s názvem Já písnička I–V. Následuje nespočetné množství CD s vánočními koledami a vážná tvorba, například Mozartova Ukolébavka, Gabriela Beňačková a Carolling, Ave Maria a Moravské dvojzpěvy od Antonína Dvořáka.